# MRPL51
MRPL51 (англ. Mitochondrial ribosomal protein L51) – білок, який кодується однойменним геном, розташованим у людей на 12-й хромосомі. Довжина поліпептидного ланцюга білка становить 128 амінокислот, а молекулярна маса — 15 095.
| 10         |  | 20         |  | 30         |  | 40         |  | 50         |
| ---------- |  | ---------- |  | ---------- |  | ---------- |  | ---------- |
| MAGNLLSGAG |  | RRLWDWVPLA |  | CRSFSLGVPR |  | LIGIRLTLPP |  | PKVVDRWNEK |
| RAMFGVYDNI |  | GILGNFEKHP |  | KELIRGPIWL |  | RGWKGNELQR |  | CIRKRKMVGS |
| RMFADDLHNL |  | NKRIRYLYKH |  | FNRHGKFR   |  |            |  |            |

A: Аланін

C: Цистеїн

D: Аспарагінова кислота

E: Глутамінова кислота

F: Фенілаланін

G: Гліцин

H: Гістидин

I: Ізолейцин

K: Лізин

L: Лейцин

M: Метіонін

N: Аспарагін

P: Пролін

Q: Глутамін

R: Аргінін

S: Серин

T: Треонін

V: Валін

W: Триптофан

Кодований геном білок за функціями належить до рибонуклеопротеїнів, рибосомних білків. 
Локалізований у мітохондрії.